# Уайз, Вилли
Вилли М. Уайз (англ. Willie M. Wise; родился 3 марта 1947, Сан-Франциско, штат Калифорния) — американский профессиональный баскетболист, один из лучших игроков Американской баскетбольной ассоциации, отыгравший семь из девяти сезонов её существования, плюс два сезона в Национальной баскетбольной ассоциации. Чемпион АБА в сезоне 1970/1971 годов в составе команды «Юта Старз». В 1997 году был включён в число тридцати лучших игроков, вошедших в символическую сборную всех времён АБА.

## Ранние годы
Вилли Уайз родился 3 марта 1947 года в городе Сан-Франциско (штат Калифорния), учился там же в средней школе Бальбоа, в которой играл за местную баскетбольную команду.

## Студенческая карьера
После окончания школы Вилли два года учился в городском колледже Сан-Франциско, а затем посещал Университет Дрейка, где в течение двух лет защищал цвета баскетбольной команды «Дрейк Бульдогс», в ней он провёл успешную карьеру под руководством известного наставника Мори Джона, набрав в итоге в 55 играх 772 очка (14,0 в среднем за игру) и 626 подборов (11,4). При Уайзе «Бульдогс» один раз выигрывали регулярный чемпионат (1969) и один раз — турнир конференции MVC (1969), а также один раз выходили в плей-офф студенческого чемпионата США (1969).
В 1969 году «Дрейк Бульдогс» в первый и пока единственный раз в своей истории вышли в «Финал четырёх» турнира NCAA. Сначала в полуфинале, 20 марта, «Бульдогс» в ожесточённой борьбе уступили команде Льюиса Алсиндора «УКЛА Брюинз», будущему победителю турнира, со счётом 82-85, в котором Уайз стал вторым по результативности игроком своей команды, набрав 13 очков и сделав 16 подборов, а затем в матче за третье место, 24 марта, легко обыграли команду Чарли Скотта «Северная Каролина Тар Хилз» со счётом 104-84, в котором Уайз тоже стал вторым по результативности игроком своей команды, набрав 16 очков и сделав 9 подборов. В 2009 году майка с номером 42, под которым он выступал за «Дрейк Бульдогс», был изъят из обращения и вывешен под сводами «Кнапп-центра», баскетбольной площадки, на которой «Бульдоги» проводят свои домашние матчи.

## Профессиональная карьера
Несмотря на то, что Вилли был одним из лучших игроков конференции MVC, которая была поставщиком достаточного числа баскетбольных талантов того времени, он был обделён большим вниманием со стороны клубов Национальной баскетбольной ассоциации и на драфте НБА 1969 года Уайз был выбран всего лишь в пятом раунде под общим 64-м номером командой «Сан-Франциско Уорриорз», поэтому он заключил соглашение с командой соперничающей с НБА Американской баскетбольной ассоциации «Лос-Анджелес Старз». Горячее стремление преуспеть во всех аспектах игры вознесло этого талантливого игрока на большую высоту, Уайз считался одним из лучших двухсторонних игроков АБА, одинаково хорошо играющим как в атаке, так и в обороне.
В дебютном сезоне Вилли набирал в среднем за игру по 15,2 очка, 11,6 подбора и 2,5 передачи, за что по его итогам был включён в сборную новичков лиги, а также играл в финальной серии турнира. «Лос-Анджелес Старз» в первом раунде обставили клуб «Даллас Чеперрелс» со счётом 4-2, а затем в полуфинале со счётом 4-1 — команду «Денвер Рокетс», но в финале в шестом матче серии до четырёх побед проиграли клубу «Индиана Пэйсерс» со счётом 2-4, а сам Уайз по его итогам стал всего лишь шестым по результативности игроком своей команды, набрав в шести играх 64 очка (по 10,7 в среднем за игру). В межсезонье «Звёзды» поменяли своё место дислокации, перебравшись из Лос-Анджелеса в Юту и уже в следующем сезоне стали чемпионами АБА. «Юта Старз» на первом этапе без проблем обыграли клуб «Техас Чеперрелс» со счётом 4-0, а затем в полуфинале со счётом 4-3 — команду «Индиана Пэйсерс», а в финале в решающей игре серии до четырёх побед обыграли клуб «Кентукки Колонелс» со счётом 4-3, а сам Вилли по его итогам стал вторым по результативности игроком своей команды, набрав в семи матчах 177 очков (по 25,3 в среднем за игру). В сезоне 1973/1974 годов «Звёзды» вновь добрались до финальной серии турнира, где в первом раунде обыграли команду «Сан-Диего Конкистадорс» со счётом 4-2, а затем в полуфинале с трудом прошли клуб «Индиана Пэйсерс», выиграв у него со счётом 4-3, но в финальной серии легко уступили команде «Нью-Йорк Нетс» со счётом 1-4, а сам Уайз по её итогам стал вторым по результативности игроком своей команды, набрав в пяти матчах 112 очков (по 22,4 в среднем за игру). Последние два сезона в АБА он провёл в составе клуба «Вирджиния Сквайрз», но уже без особых успехов.
Будучи разноплановым игроком Уайз по два раза включался в сборную всех звёзд и сборную всех звёзд защиты АБА, а также три раза принимал участие в матчах всех звёзд АБА. После слияния АБА с НБА решил попробовать свои силы в сильнейшей лиге планеты, подписав контракт с клубом «Денвер Наггетс», однако Вилли уже был не в состоянии показывать тот уровень мастерства, которого достиг, будучи игроком АБА, набирая всего лишь за игру по 8,2 очка, 3,4 подбора и 1,9 передачи, а после того, как в сезоне 1977/1978 годов уже в составе «Сиэтл Суперсоникс» провёл всего две игры, решил завершить свою профессиональную карьеру в возрасте всего 31 года.
В 1997 году, по случаю 30-й годовщины со дня основания АБА, Вилли Уайз был включён в символическую сборную лучших игроков ассоциации.

## Статистика

### Статистика в НБА
| Сезон                                                                                    | Команда | Регулярный сезон | Регулярный сезон | Регулярный сезон | Регулярный сезон | Регулярный сезон | Регулярный сезон | Регулярный сезон | Регулярный сезон | Регулярный сезон | Регулярный сезон | Регулярный сезон | Серия плей-офф | Серия плей-офф | Серия плей-офф | Серия плей-офф | Серия плей-офф | Серия плей-офф | Серия плей-офф | Серия плей-офф | Серия плей-офф | Серия плей-офф | Серия плей-офф |
| Сезон                                                                                    | Команда | GP               | GS               | MPG              | FG%              | 3P%              | FT%              | RPG              | APG              | SPG              | BPG              | PPG              | GP             | GS             | MPG            | FG%            | 3P%            | FT%            | RPG            | APG            | SPG            | BPG            | PPG            |
| ---------------------------------------------------------------------------------------- | ------- | ---------------- | ---------------- | ---------------- | ---------------- | ---------------- | ---------------- | ---------------- | ---------------- | ---------------- | ---------------- | ---------------- | -------------- | -------------- | -------------- | -------------- | -------------- | -------------- | -------------- | -------------- | -------------- | -------------- | -------------- |
| 1976/77                                                                                  | Денвер  | 75               |                  | 18,7             | 46,2             |                  | 65,1             | 3,4              | 1,9              | 0,8              | 0,2              | 8,2              | 6              |                | 17,7           | 34,1           |                | 68,0           | 4,7            | 0,5            | 0,0            | 0,2            | 7,5            |
| 1977/78                                                                                  | Сиэтл   | 2                |                  | 5,0              | 0,0              |                  | 25,0             | 1,5              | 0,0              | 0,0              | 0,0              | 0,5              | Не участвовал  | Не участвовал  | Не участвовал  | Не участвовал  | Не участвовал  | Не участвовал  | Не участвовал  | Не участвовал  | Не участвовал  | Не участвовал  | Не участвовал  |
|                                                                                          | Всего   | 77               |                  | 18,4             | 45,9             |                  | 64,4             | 3,3              | 1,8              | 0,8              | 0,2              | 8,0              | 6              |                | 17,7           | 34,1           |                | 68,0           | 4,7            | 0,5            | 0,0            | 0,2            | 7,5            |
| Наведите курсор мыши на аббревиатуры в заголовке таблицы, чтобы прочесть их расшифровку. |         |                  |                  |                  |                  |                  |                  |                  |                  |                  |                  |                  |                |                |                |                |                |                |                |                |                |                |                |